# 9727 Skrutskie
A 9727 Skrutskie (ideiglenes jelöléssel (9727) 1981 EW24) a Naprendszer kisbolygóövében található aszteroida. Schelte J. Bus fedezte fel 1981. március 2-án.